# Nepal ai Giochi della XXXII Olimpiade
Il Nepal ha partecipato ai Giochi della XXXII Olimpiade, che si sono svolti a Tokyo, Giappone, dal 23 luglio all'8 agosto 2021 (inizialmente previsti dal 24 luglio al 9 agosto 2020 ma posticipati per la pandemia di COVID-19) con cinque atleti, un uomo e quattro donne.
Si è trattato della quattordicesima partecipazione di questo paese ai Giochi estivi.

## Delegazione
| Sport            | Uomini | Donne | Totale |
| ---------------- | ------ | ----- | ------ |
| Atletica leggera | 0      | 1     | 1      |
| Judo             | 0      | 1     | 1      |
| Nuoto            | 1      | 1     | 2      |
| Tiro             | 0      | 1     | 1      |
| Totale           | 1      | 4     | 5      |

## Atletica leggera
| Q | Qualificato al turno successivo per la posizione in qualificazione                                                           |
| q | Qualificato per il turno successivo per ripescaggio o, negli eventi su campo, conquistando la misura minima per qualificarsi |

Eventi su pista e strada
| Atleta             | Evento      | Batterie preliminari | Batterie preliminari | Batteria        | Batteria        | Semifinale      | Semifinale      | Finale          | Finale          |
| Atleta             | Evento      | Risultato            | Posizione            | Risultato       | Posizione       | Risultato       | Posizione       | Risultato       | Posizione       |
| ------------------ | ----------- | -------------------- | -------------------- | --------------- | --------------- | --------------- | --------------- | --------------- | --------------- |
| Sarswati Chaudhary | 100 m piani | 12"91                | 8                    | non qualificata | non qualificata | non qualificata | non qualificata | non qualificata | non qualificata |

## Judo
| Atleta        | Evento | 16-esimi                   | Ottavi               | Quarti               | Semifinali           | Ripescaggio          | Med. bronzo          | Finale               | Posizione       |
| Atleta        | Evento | Avversario Risultato       | Avversario Risultato | Avversario Risultato | Avversario Risultato | Avversario Risultato | Avversario Risultato | Avversario Risultato | Posizione       |
| ------------- | ------ | -------------------------- | -------------------- | -------------------- | -------------------- | -------------------- | -------------------- | -------------------- | --------------- |
| Soniya Bhatta | -48 kg | I. Dolgova (ROC) P (00-10) | non qualificato      | non qualificato      | non qualificato      | non qualificato      | non qualificato      | non qualificato      | non qualificato |

## Nuoto
| Atleta         | Gara                         | Batterie | Batterie | Semifinali      | Semifinali      | Finale          | Finale          |
| Atleta         | Gara                         | Tempo    | Pos.     | Tempo           | Pos.            | Tempo           | Pos.            |
| -------------- | ---------------------------- | -------- | -------- | --------------- | --------------- | --------------- | --------------- |
| Alexander Shah | 100 m stile libero maschili  | 53"41    | 59°      | non qualificato | non qualificato | non qualificato | non qualificato |
| Gaurika Singh  | 100 m stile libero femminili | 1'00"11  | 50ª      | non qualificata | non qualificata | non qualificata | non qualificata |

## Tiro a segno/volo
| Atleta          | Evento                       | Qualificazione | Qualificazione | Finale          | Finale          |
| Atleta          | Evento                       | Punteggio      | Classifica     | Punteggio       | Classifica      |
| --------------- | ---------------------------- | -------------- | -------------- | --------------- | --------------- |
| Kalpana Pariyar | Carabina 10 m aria compressa | 616.8          | 46ª            | non qualificata | non qualificata |